# Felsőegerszeg
Felsőegerszeg is een plaats (község) en gemeente in het Hongaarse comitaat Baranya. Felsőegerszeg telt 159 inwoners (2001).